# バルディア島
座標: 北緯52度21分29秒 東経175度55分29秒 / 北緯52.35806度 東経175.92472度

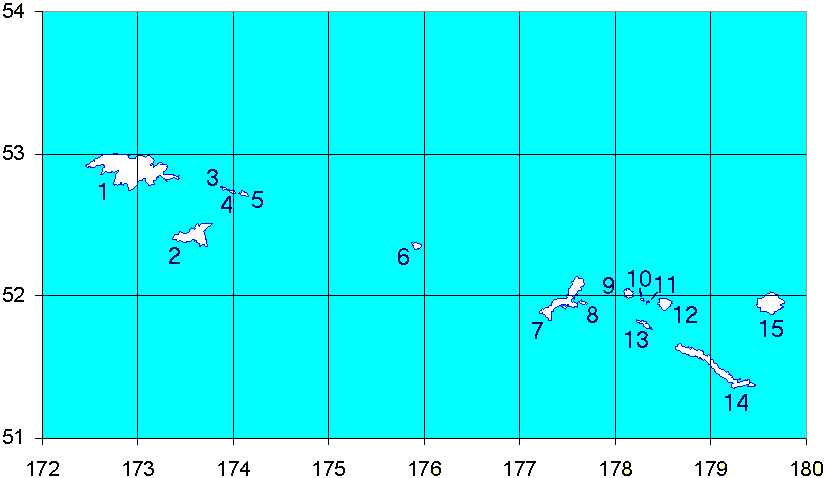
西部のアリューシャン列島の地図。中央にバルディア島（6）。

バルディア島（アレウト語:Idmaax ）は、アリューシャン列島に属していて西のニア諸島と東のラット諸島の間にある小さな島である。

## 地理
第四紀後期の火山活動によってできた島である。
2000年の調査では長さ7km、幅4km、面積19.29㎢で最高地点は656mの無人島であった。
島には2つの火山がある。海岸線は、急な崖が多い。

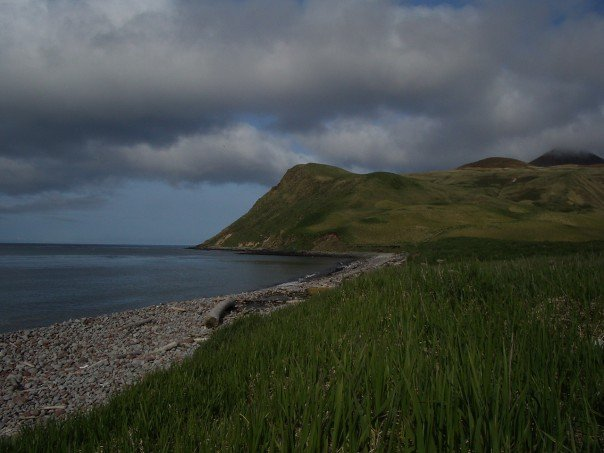
バルディア島の北の浜

### 地質
2つのドームがあり、古いほうは橄欖石玄武岩、若いドームは角閃石玄武岩と玄武岩質安山岩で構成されている。

### 動物
21種の海鳥が繁殖をするコロニーがあり、北半球では最も多様なコロニーである。
エトロフウミスズメ、コウミスズメ、ツノメドリ、アカアシミツユビカモメなどのウミツバメ科が棲息している。

## 歴史
1741年10月28日、ヴィトゥス・ベーリングによってこの島が発見された。
発掘調査で1768年に絶滅したステラーカイギュウの骨が見つかった。